# Gargano

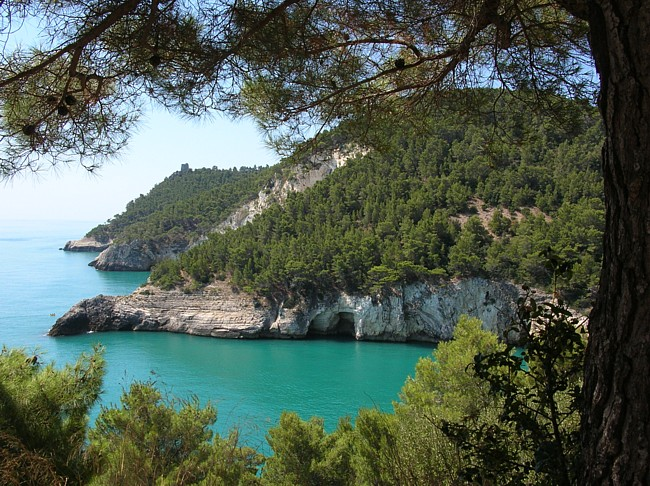
Gargano är en bergig halvö, med en dramatisk kustlinje.

Gargano är en bergig halvö i östra Italien, i provinsen Foggia, regionen Apulien. Gargano är belägen vid Adriatiska havet och har en yta på ca 2 015 km². Halvön är uppbyggd av kalksten och med ett flertal karstformationer. Den högsta punkten är Monte Calvo, 1 056 meter över havet.

## Kommuner
- Cagnano Varano
- Carpino
- Ischitella
- Lesina
- Manfredonia
- Mattinata
- Monte Sant’Angelo
- Peschici
- Rignano Garganico
- Rodi Garganico
- San Giovanni Rotondo
- San Marco in Lamis
- San Menaio
- San Nicandro Garganico
- Siponto
- Vico del Gargano
- Vieste

## Bilder

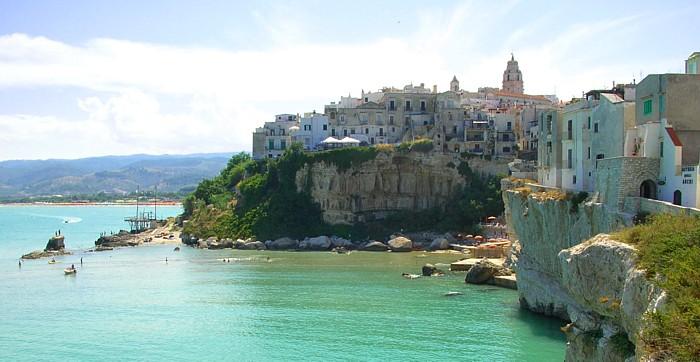
Vieste
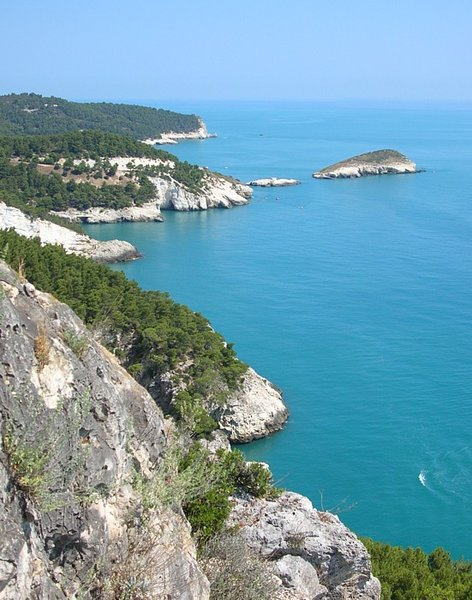
Küste bei Vieste
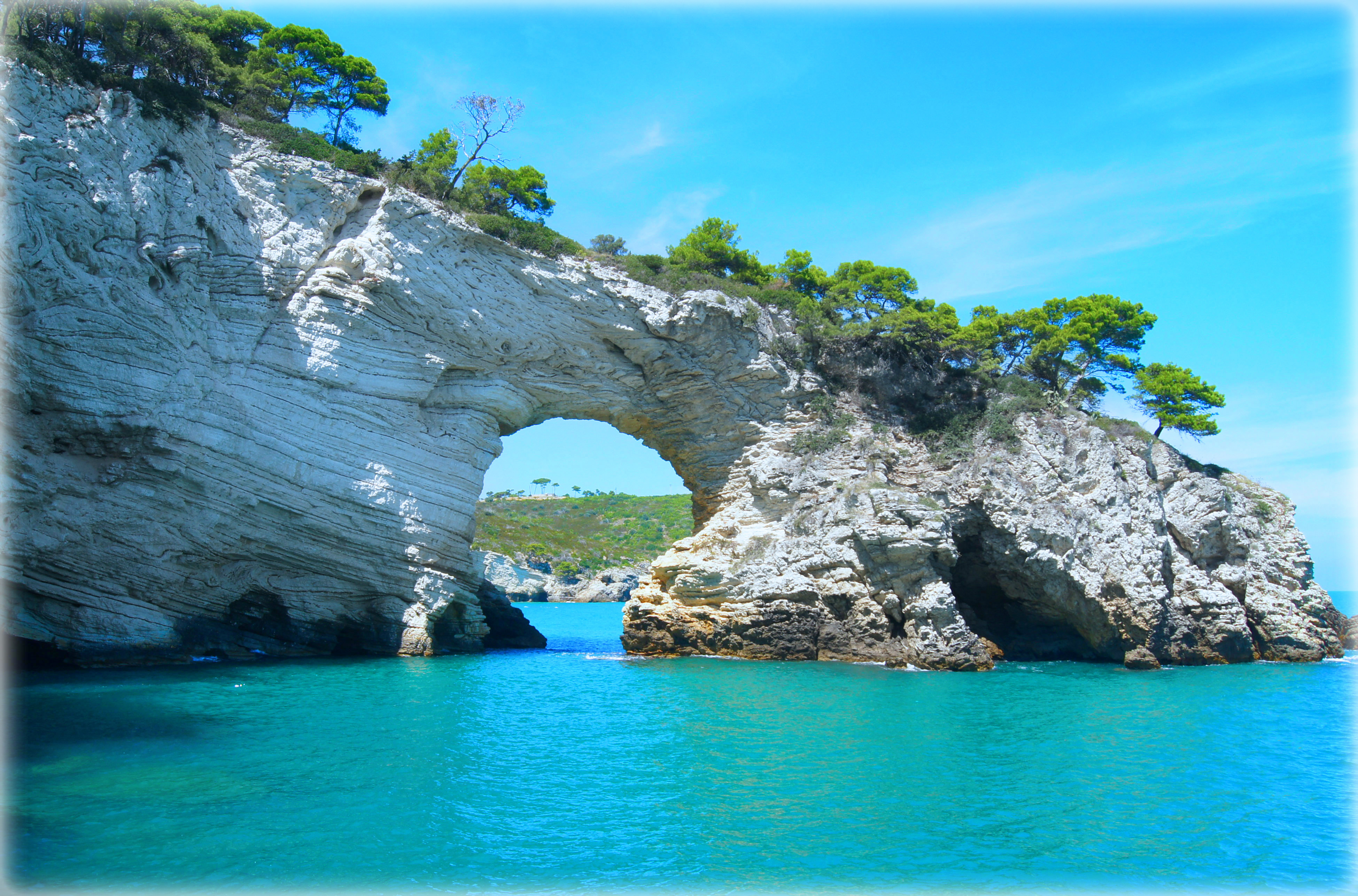
Architello del Gargano bei Vieste
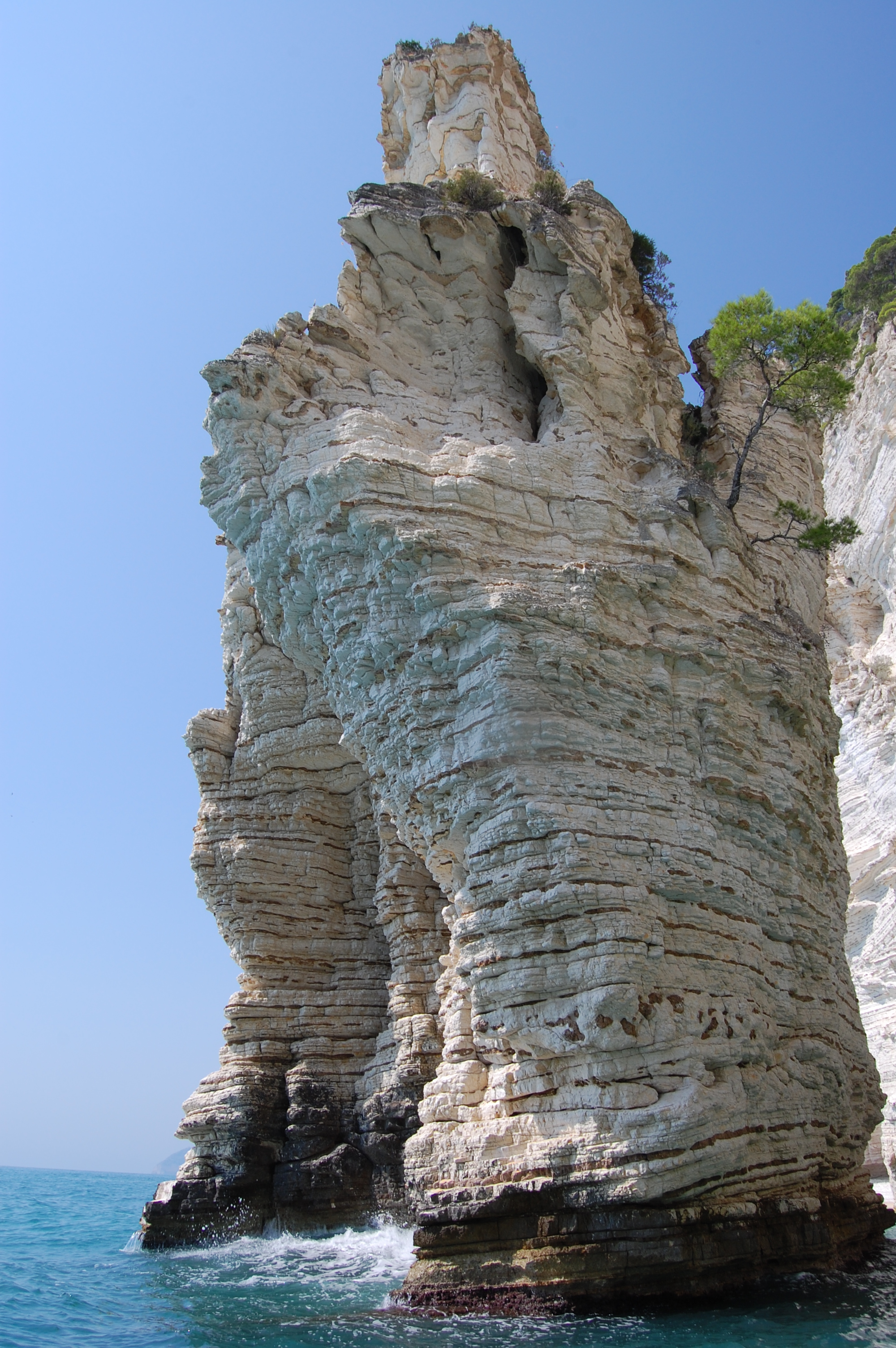
Faraglione
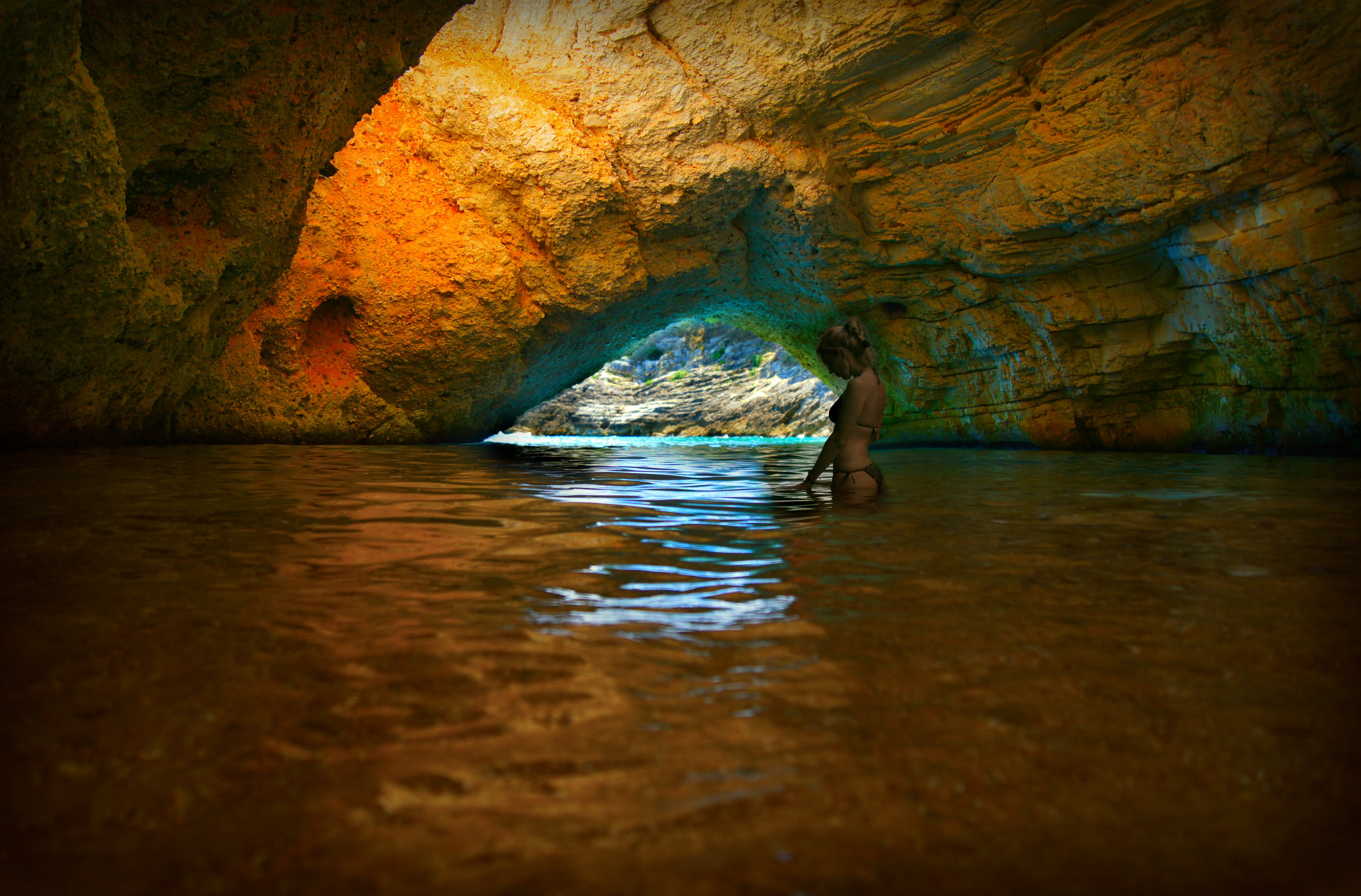
Grotta dei due occhi
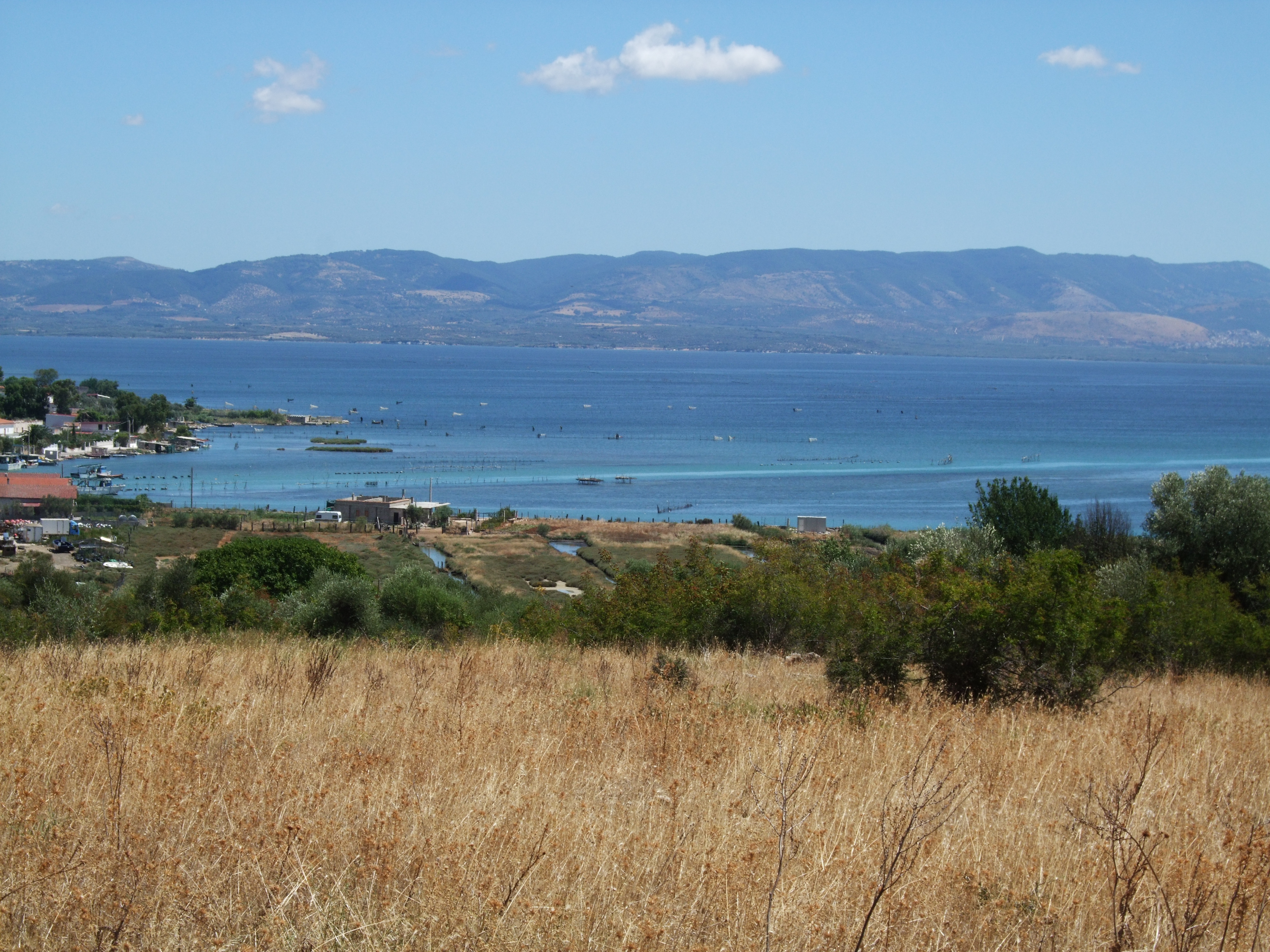
Lago di Varano

- Wikimedia Commons har media som rör Gargano.